# Nobel Industrier
Nobel Industrier AB var en svensk kemi- och försvarsindustrikoncern som bildades 1984 genom att dåvarande AB Bofors förvärvade KemaNobel. Koncernen upphörde som självständig enhet i samband med att den nederländska kemikoncernen Akzo övertog aktiemajoriteten 1993.

## Historik
Finansmannen Erik Penser hade under början av 1980-talet, via sitt holdingbolag Yggdrasil AB, via Carnegie och Asken blivit huvudägare i AB Bofors och KemaNobel AB. Genom en sammanslagning av Bofors och KemaNobel bildades Nobel Industrier AB 1984.
Nobel Industrier AB expanderade under de följande åren genom förvärv av bland andra Eka Nobel AB 1986, den danska färg- och limkoncernen Sadolin & Holmblad A/S 1987, Berol Nobel AB 1988, samt det brittiska färgföretaget Crown Berger Ltd. 1990.
Nitro Nobel AB, som varit en del av gamla KemaNobel, såldes 1986. Efter att även Bofors AB avyttrats 1991 samt konsumentvarudivisionen Nobel Consumer Goods AB och teknikexportföretaget Bofors Nobel Chematur AB 1992, blev färg, lim och cellulosa- och papperskemikalier huvudprodukterna för Nobel Industrier AB.
I samband med finanskrisen under början av 1990-talet förlorade Penser kontrollen av Nobel Industrier, som under omdiskuterade former övergick i Nordbankens ägo. Omorganiseringar ledde sedan till att ägandet flyttades över till statliga Securum, vilka dock sålde aktierna 1993 till nederländska Akzo. Efter att Nobels verksamheter 1994 integrerats i Akzo ändrades bolagsnamnet till Akzo Nobel. 
Nobel Industriers omsättning under sitt sista år som självständigt företag 1993 uppgick till omkring 23 miljarder kr. Antalet anställda inom koncernen var omkring 20 000.

## Verkställande direktörer
- 1984-1991: Anders G. Carlberg
- 1991-1994: Ove Mattsson